# DND-41
DND-41是人類急性白血病細胞系，最初是在1977年分離自一名13歲的T型急性淋巴性白血病的男性患者的外周血，具有p53蛋白的突變及CDKN2B與CDKN2A的缺失。

## 科研用途
1985年，有學者測試三尖杉酯堿 (harringtonine) 對十種人類白血病-淋巴廇細胞系的生長抑製作用， 發現其對DND-41細胞最不活躍，與抑製最活躍者 (即HL-60細胞) 存在具有70倍的活性差異。進行進一步測試後，發現不同細胞系對三尖杉酯堿的敏感性可能與HT結合的程度有關，以及三尖杉酯堿對細胞的影響基本上取決於暴露的時間，而不是濃度。2015年，有研究人員發現，在治療中使用劑量低於人類所能承受的N-乙酰半胱氨酸，會破壞白細胞介素7受體突變型的DND-41細胞中的IL7R同源二聚體，故而植入至免疫缺陷小鼠體內的DND-41細胞會顯著被其抑制，提供有效且可行的治療策略。

## 外部連結
- Cellosaurus entry for DND-41（页面存档备份，存于）